# Tristachya huillensis
Tristachya huillensis är en gräsart som beskrevs av Alfred Barton Rendle. Tristachya huillensis ingår i släktet Tristachya och familjen gräs. Inga underarter finns listade i Catalogue of Life.